# Renee Olstead
Renee Rebecca Olstead (Houston, Texas; 18 de junio de 1989) es una actriz y cantante estadounidense. Actriz desde la infancia, uno de sus papeles más importantes fue el de "Madison Cooperstein" en la serie Vida Secreta de una Adolescente. Como cantante, ha grabado cinco álbumes de estudio, principalmente de música jazz.

## Carrera

### Como actriz
Olstead nació en Kingwood, Houston, Texas, en 1989, y es hija de Christopher Eric Olstead y de Rebecca Lynn Jeffries. Comenzó su carrera artística como actriz infantil, apareciendo en diversos comerciales televisivos desde los ocho años. 
Entre 2002 y 2006 actuó en la serie Still Standing, donde interpretó a Lauren Miller. En 2004 trabajó en la película en la película 13 Going On 30 (conocida en Hispanoamérica como Si tuviera treinta y en España como El sueño de mi vida). Actualmente protagoniza la serie de ABC The Secret Life of the American Teenager, donde interpreta a Madison, una de las amigas de la protagonista. 

#### Filmografía
- Deadly Family Secrets (1995) como Emily Pick
- Cadillac Ranch (1996) como Mary Katherine
- Santa, NASA & the Man in the Moon (1996) como Renee Olstead
- Ceftin Wiz Kids (TV movie) (1996) como Katie
- The Usher (1997)
- Out There (1997) como Megan Tollman
- End of Days (1999) como Amy
- The Insider (1999) como Deborah Wigand
- Space Cowboys (2000)
- Geppetto (2000)
- Scorched (2003)
- 13 Going On 30 (2004) como Becky
- Super Sweet 16: The Movie (2007) como Sky Storm
- Summer Camp (2009–2012) como Sidney
- The Midnight Game (2013) como Kaitlan.
- Unfriended (2015) como Jess Felton

### Como cantante
En 2004 lanzó un álbum de música jazz y pop, producido por David Foster, para la Warner Bros. Records. Como sus anteriores álbumes tuvieron una limitada distribución, este es considerado su álbum debut. Olstead cantó en el concierto de Live 8, en Berlín, el 2 de julio de 2005. En ese año participó en las grabaciones del álbum To Love Again: The Duets, del trompetista Chris Botti.
El 27 de enero de 2009 lanzó su álbum Skylark, luego de cuatro años de haber sido anunciado originalmente.

#### Discografía
- Stone Country (2000)
- Unleashed (2000)
- By Request (2002)
- Renee Olstead (2004)
- The Princess Diaries 2: Royal Engagement (soundtrack) (2004)
- Skylark (2009)